# Ramon de Sant Llorenç
Ramon de Sant Llorenç (segle xii - Tarragona, 1217) va ser un sacerdot vinculat amb la Seu de Tarragona, d'on en va ser canonge i Paborde.
De Ramon de Sant Llorenç se sap que el 1190 i fins al 1199 era cabiscol dels canonges de la catedral de Tarragona, i el 1202, a la mort de Berenguer de Castellet, va passar a la cambreria i a ser senyor de Reus en les dues terceres parts del domini de la vila que corresponien als canonges tarragonins. Durant la seva estada com a cambrer va canviar significativament el senyoriu de la vila, ja que el cambrer va passar a tenir el senyoriu directe, senyoriu que fins aleshores havia estat en mans de l'arquebisbe, (en aquell moment Ramon de Rocabertí), que va li donar la jurisdicció en un document de 25 d'abril de 1203. Hi va haver una picabaralla continuada entre el cambrer i el castlà, l'altre senyor de Reus, que posseïa un terç de la població, càrrec que tenia llavors Bernat de Bell-lloc. El castlà es va negar a donar la potestat del castell de Reus al nou senyor quan aquest li va demanar. La causa va passar als tribunals i Bernat de Bell-lloc va perdre la castlania el 1204. Llavors aquesta va passar al seu fill homònim, Bernat II de Bell-lloc. Els plets entre les dues parts encara van durar uns anys més.
Ramon de Sant Llorenç, que havia substituït en la cambreria Berenguer de Castellet, va ser senyor de Reus fins a l'any 1208, quan va passar a ocupar la pabordia, dignitat que va ocupar fins a la seva mort. Pel seu càrrec, també va ser senyor de la Selva del Camp, de l'Albiol i del seu castell, i, amb l'arquebisbe Ramon de Rocabertí va comprar, el 1207, la meitat del terme d'Alió, meitat sobre la qual encara no tenien el domini eclesiàstic ni senyorial. Va ser succeït a la cambreria de Reus per Ramon Guillem.